# Acer de fàcil mecanització
Un acer de fàcil mecanització o de fàcil mecanitzat és aquell que forma birutes durant el seu mecanitzat. Aquest fenomen incrementa la mecanització del material atès que aquestes redueixen la longitud de contacte entre la peça i l'eina de tall i, conseqüentment reduint la fricció, la calor, la potència de la màquina i el desgast d'aquesta. Alhora, redueix la possibilitat d'embullatge de les birutes. Normalment, l'acer de fàcil mecanització costa d'un 15 a un 20% més que l'acer convencional, tot i així, permet l'augment de les velocitats de mecanització, l'allargament dels talls i el perllongament de la vida de les peces.
Els inconvenients de l'acer de fàcil mecanització són: la ductilitat augmenta; la resistència a l'impacte es redueix; les unions basades en soldadures de coure són més fràgils.

## Tipus
Hi ha quatre tipus principals d'acers de fàcil mecanitzat: plomat,resulfuritzat,refosforitzat i resulfuritzat i super. Aquests últims són acers aliats amb tel·luri, seleni i bismut.
| Type                          | Codi SAE |
| ----------------------------- | -------- |
| Plomat                        | 12L13    |
| Plomat                        | 12L14    |
| Refosforitzat i resulfuritzat | 1211     |
| Refosforitzat i resulfuritzat | 1212     |
| Refosforitzat i resulfuritzat | 1213     |
| Resulfuritzat                 | 1117     |
| Resulfuritzat                 | 1118     |
| Resulfuritzat                 | 1119     |

## Composició
Els acers de fàcil mecanització són acers al carboni que contenen sofre, plom, bismut, seleni, tel·luri, o fòsfor. El sofre forma sulfit de manganès, la poca duresa permet que les birutes es trenquin amb facilitat. Alhora actua com a lubricant sec per tal de prevenir l'acumulació de material a la peça de tall. El plom fa una funció similar. El bismut s'usa també com a lubricant que, a diferència dels altres, s'ha de fondre per tal de crear una pel·lícula superficial. Altres avantatges del bismut inclouen: més uniformitat en la distribució atesa la seva propera densitat a la del ferro; menys agressió mediambiental que el plom; soldabilitat.
| Tipus d'acer             | Composició química                                                             | Propietats |
| ------------------------ | ------------------------------------------------------------------------------ | --- |
| 9 S20                    | C ≤0,13%, Si ≤0,05% Mn 0,9%, P ≤0,1%, S 0,2%                                   | Per a peces amb poc estrès. |
| 9 SMn28                  | C ≤0,14%, Si ≤0,05% Mn 1,1%, P ≤0,11%, S 0,3%                                  | Per a peces amb poc estrès. |
| 9 SMnPb 28               | C ≤0,14%, Si ≤0,05% Mn 1,1%, P ≤0,11%, S 0,3%, Pb 0,28%                        | Per a peces amb poc estrès. Cal plom addicional per a l'acabat superficial.                                                       |
| 11 SMn 37 / 9 SMn 36     | C ≤0,14%, Si ≤0,05% Mn 1,3%, P ≤0,11%, S 0,37%                                 | Per a peces amb poc estrès. |
| 11 SMnPb 37 / 9 SMnPb 36 | C ≤0,14%, Si ≤0,05% Mn 1,3%, P ≤0,11%, S 0,37%, Pb 0,28%                       | Per a peces amb poc estrès. Cal plom addicional per a l'acabat superficial.                                                       |
| 11 SMnPbTe 37            | C ≤0,14%, Si ≤0,05% Mn 1,3%, P ≤0,11%, S 0,37%, Pb 0,28%, Te 0,04%             | Variant del 11 SMnPb 37 / 9 SMnPb 36. Cal plom addicional per a l'acabat superficial. L'addició de tel·luri millora el mecanitzat |
| 11 SMnPbBiTe 37          | C ≤0,14%, Si ≤0,05% Mn 1,3%, P ≤0,11%, S 0,37%, Pb 0,28%, Bi 0,065%, Te 0,015% | Per a peces amb poc estrès. Cal plom addicional per a l'acabat superficial. .                                                     |
| 10 S 20                  | C 0,1%, Si ≤0,4% Mn 0,9%, P ≤0,06%, S 0,2%                                     | S'usa per al tall d'acer. |
| 10 SPb 20                | C 0,1%, Si ≤0,4% Mn 0,9%, P ≤0,06%, S 0,2%, Pb 0,28%                           | S'usa per al tall d'acer. |